# Živo srebro v ribah
Ribe in lupinarji kopičijo živo srebro v svojih telesih, pogosto v obliki metiliranega živega srebra, zelo strupene organske spojine živega srebra. Ribji izdelki so pokazali, da vsebujejo različne količine težkih kovin, zlasti živega srebra iz onesnaževanja vode. Vrste rib, ki imajo dolgo življenjsko dobo in so visoko na prehranjevalni verigi, kot so mečarice, tuna, morski pes, kraljevska lokarda, graditeljica (Mehiški zaliv), ščuka in jezerska postrv vsebujejo višje koncentracije živega srebra kot druge. Prisotnost živega srebra v ribah predstavlja zdravstveni problem, zlasti za nosečnice, doječe matere in matere z majhnimi otroki. 
Živo srebro pride v morsko vodo z odplakami, nakar ga absorbirajo alge in plankton, nadalje pa v prehranjevalni verigi prehaja v ribe in druge organizme.

## Biomagnifikacija
Uživanje rib je daleč najpomembnejši vir zaužitega živega srebra pri ljudeh in živalih. V morski vodi sta živo srebro in metilirano živo srebro prisotna le v zelo majhnih koncentracijah, vendar ga običajno v obliki metiliranega živega srebra absorbirajo (vsrkajo) alge in plankton, ki predstavljajo začetek prehranjevalne verige. S temi algami se prehranjujejo ribe in drugi organizmi višje v prehranjevalni verigi. Ribe učinkovito absorbirajo metilirano živo srebro, ga pa zelo počasi izločajo iz telesa. Metilirano živo srebro ni topno in se zato ne more izločati iz ribjega telesa. Kopiči se predvsem v notranjih organih, pa tudi v mišičnem tkivu. Posledično pride do bioakumulacije (kopičenja v telesu) živega srebra in starejša kot je riba, večja je verjetnost, da ima telesu večje količine absorbiranega živega srebra. Organizmi, ki se prehranjujejo s temi ribami, zaužijejo s tem tudi nakopičene količine živega srebra. To pojasnjuje, zakaj imajo plenilske ribe, kot so mečarice in morski psi, ter ptice, kot je ribji orel, višje koncentracije živega srebra v tkivu, kot bi jih sicer imele s samo neposredno izpostavljenostjo. Nedavno je bila visoka koncentracija živega srebra v morskih sadežih povezana z množičnim poginom arktičnih lisic. Živalske vrste višje v prehranjevalni verigi lahko nakopičijo v telesu do desetkrat večje koncentracije živega srebra kot vrste, s katerimi se prehranjujejo. Ta proces se imenuje biomagnifikacija. Na primer, slaniki vsebuje živo srebro v vrednosti okoli 0,01 ppm, medtem ko vrednost živega srebra v morskem psu presega 1 ppm.

## Vri
1. ↑  Mercury Levels in Commercial Fish and Shellfish (1990-2010). United States Food and Drug Administration. Retrieved July 1, 2011
2. ↑  Žemva A. Kardioprotektivni učinki ribjega olja in omega-3 večkrat nenasičenih maščobnih kislin. ZDRAV VESTN 2004; 73: 37–39.
3. ↑  United States Environmental Protection Agency (december 1997). Mercury Study Report to Congress (PDF) 3. Washington, D.C.: United States Environmental Protection Agency
4. ↑  Croteau, M., S. N. Luoma, and A. R Stewart. 2005. Trophic transfer of metals along freshwater food webs: Evidence of cadmium biomagnification in nature. Limnol. Oceanogr. 50 (5): 1511–1519
5. ↑  Cocoros, G.; Cahn, P. H.; Siler, W. (1973). "Mercury concentrations in fish, plankton and water from three Western Atlantic estuaries". Journal of Fish Biology 5 (6): 641–647. doi:10.1111/j.1095-8649.1973.tb04500.x
6. ↑   ^ http://www.scientificamerican.com/article.cfm?id=mercury-in-seafood-diet-linked-to-fox-die-off&WT.mc_id=SA_CAT_EVO_20130513
7. ↑   EPA (U.S. Environmental Protection Agency). 1997. Mercury Study Report to Congress. Vol. IV: An Assessment of Exposure to Mercury in the United States . EPA-452/R-97-006. U.S. Environmental Protection Agency, Office of Air Quality Planning and Standards and Office of Research and Development